# Gymnasium Radetzkystraße

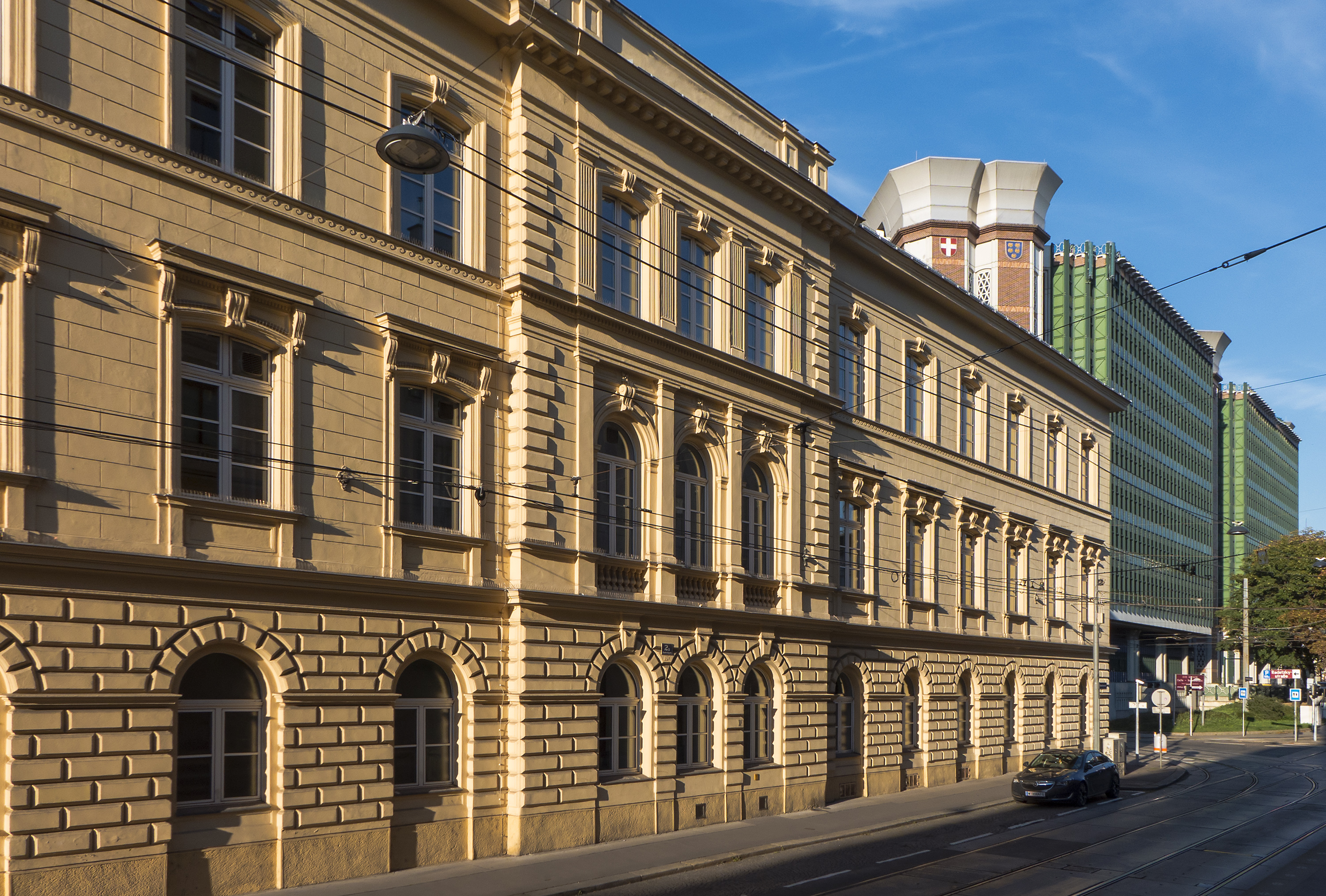
Die Straßenfront Radetzkystraße

Das Bundesgymnasium und Bundesrealgymnasium Radetzkystraße (auch Radetzkygymnasium, Radetzkyschule, oder GRG3 Radetzky) ist das älteste Realgymnasium Österreichs. Es befindet sich in der Radetzkystraße 2a im 3. Wiener Gemeindebezirk Landstraße.
Das GRG 3 Radetzkystraße ist seit dem 30. September 2020 offiziell in das UNESCO Associated Schools Project Network aufgenommen.

## Geschichte
Zunächst wurden die Schüler der 1851 gegründeten Realschule in einem Seitentrakt des Palais Rasumofsky unterrichtet, erst 1873 wurde das heutige Gebäude der Schule in der Radetzkystraße erbaut.
Die Gründung fiel in die Zeit der ersten Industrialisierungswelle in Österreich-Ungarn und der Schulreformen nach der Revolution von 1848. Die Schule sollte als Alternative zum traditionellen Gymnasium eine Verbindung von klassischer und naturwissenschaftlicher Bildung bieten. Vorbilder waren das französische Polytechnikum und das österreichische Polytechnische Institut. In der Monarchie war die Schule für ihre hohe Qualität bekannt, viele Absolventen wechselten nach der Matura an die Technische Hochschule.
Während der Ersten Republik beteiligte sich das GRG3 am Schulversuch "Deutsche Mittelschule", einem zentralen Element der Glöckelschen Schulreformen. In dieser Zeit wurde auch die achtklassige Realschule mit einem verstärkten naturwissenschaftlichen Schwerpunkt eingeführt.
Kurz nach der Machtübernahme durch die Nationalsozialisten wurden zahlreiche Lehrer und Schüler aus der Schule entlassen. Im April 1938 wurde das Gebäude zu einer "Sammelschule" für jüdische Kinder und Jugendliche umfunktioniert. Bis zum Sommer 1938 fanden hier letzte Schulveranstaltungen für die betroffenen Kinder statt, bevor viele von ihnen deportiert wurden. Während der Kriegsjahre 1939–1945 wurde der Schulbetrieb stark eingeschränkt, und Bombenangriffe zerstörten das Gebäude so stark, dass der Unterricht zeitweise in das Akademische Gymnasium am Beethovenplatz verlegt wurde.
Nach Kriegsende begann der Wiederaufbau der Schule, der in den 1970er-Jahren mit einem neuen Festsaal, Turnsaal und einem Seitentrakt abgeschlossen wurde
Am 13. November 2009 wurde eine Gedenktafel für die Opfer der NS-Zeit enthüllt. Ein weiteres Gedenkprojekt, das unter dem Titel "Radetzkyschule 1938 – Eine Spurensuche" im März 2011 veröffentlicht wurde, beschäftigte sich mit den Schicksalen der betroffenen Schüler und Lehrkräfte.
Im Schuljahr 2010/2011 wurde die Schule um einen gymnasialen Zweig mit Spanisch als zweiter lebender Fremdsprache erweitert. Heute bietet das Gymnasium eine naturwissenschaftliche und sportliche Ausbildung an, ergänzt durch den neusprachlichen Zweig.

## Bekannte Schüler
- Matti Bunzl (* 1971), Anthropologe und Kulturwissenschaftler
- Wilhelm Exner (1840–1931), Forstwissenschaftler und Reichsratsabgeordneter
- Bruno Kreisky (1911–1990), Politiker
- Otto Schulhof (1889–1958), Konzertpianist, Komponist und Lehrer